# Вайсенкирхен-им-Аттергау
Вайсенкирхен-им-Аттергау (нем. Weißenkirchen im Attergau) — коммуна (нем. Gemeinde) в Австрии, в федеральной земле Верхняя Австрия. 
Входит в состав округа Фёклабрук.  Население составляет 944 человека (на 31 декабря 2005 года). Занимает площадь 27 км². Официальный код  —  41748.

## Политическая ситуация
Бургомистр коммуны — Маттеус Лонингер (АНП) по результатам выборов 2003 года.
Совет представителей коммуны (нем. Gemeinderat) состоит из 13 мест.
- АНП занимает 9 мест.
- СДПА занимает 3 места.
- АПС занимает 1 место.